# Miracles from Heaven
Miracles from Heaven (en español: Milagros del Cielo) es una película estadounidense dirigida por Patricia Riggen y escrita por Randy Brown, basada en el libro homónimo de Christy Beam, que narra la historia real de su joven hija que tuvo una experiencia cercana a la muerte y luego sanó de un trastorno digestivo. La película está protagonizada por Jennifer Garner, Kylie Rogers, Brighton Sharbino, Martin Henderson, John Carroll Lynch, Eugenio Derbez y Queen Latifah. La fotografía principal comenzó en Atlanta, Georgia en julio de 2015 y fue estrenada el 18 de marzo de 2016 a través de Columbia Pictures.

## Argumento
Ambientada en Burleson, Texas, entre 2008 y 2012, la película se centra en una niña de 10 años llamada Annabel, pero sus amigos y familia la llaman Anna (Kylie Rogers), hija de Christy Beam (Jennifer Garner). Un día, Anna comienza a vomitar, y cuando su médico la examina, no encuentra nada anormal. El 20 de marzo de 2008, Anna despierta a su familia a medianoche debido a un intenso dolor de estómago, lo suficientemente intenso como para que sus padres decidan llevarla al hospital. Los médicos no encuentran signos de enfermedad, excepto para decir que podría ser reflujo ácido o intolerancia a la lactosa, pero Christy no está de acuerdo con estas hipótesis.
A la mañana siguiente, Christy finalmente encuentra a un pediatra en el hospital que puede diagnosticar que Anna sufre de una obstrucción abdominal, y él les dice que debe operar de inmediato o ella morirá. Después de que se realiza la cirugía de emergencia, el médico explica que Anna se ha quedado con un trastorno de seudoobstrucción y no puede comer, por lo que se necesitan tubos de alimentación para su nutrición. Luego, el doctor le cuenta a los Beams sobre el gastroenterólogo pediátrico más importante de Estados Unidos, el Dr. Samuel Nurko (Eugenio Derbez), que ejerce en Boston, pero explica que podrían pasar meses hasta que se los vea. En enero de 2009, Christy y Anna viajan a Boston a pesar de no tener una cita con el médico.
El Dr. Nurko tiene una apertura de último minuto, y cuando Anna es examinada posteriormente en el Boston Children's Hospital, se descubre el alcance de su enfermedad crónica. Luego pasa por un tratamiento extenso. Durante esta terrible experiencia, Anna y su madre se hacen amigas de una residente local de Massachusetts llamada Angela Bradford (Queen Latifah), así como Ben (Wayne Peré) y su hija, Haley (Hannah Alligood) quien sufre de cáncer.
El 29 de diciembre de 2011, Anna, junto con su hermana mayor Abbie (Brighton Sharbino), trepan hasta una rama muy alta de un viejo árbol de algodón. Mientras están en esa rama, comienza a romperse, entonces Abbie le ordena a Anna ir al tronco por seguridad, luego de apoyarse en él, cae desde un agujero hasta la base del árbol. Cuando Christy descubre lo que sucedió, llama desesperadamente a su esposo Kevin (Martin Henderson) y al departamento de bomberos. Anna es rescatada por los bomberos, quienes advierten a Christy que espere lo peor diciendo que nadie podría caer 30 pies sin sufrir una lesión grave; huesos rotos o parálisis. Una vez afuera, Anna es llevada en helicóptero a un hospital, donde se le realiza una serie de pruebas, y todas las pruebas resultan negativas. Además de una conmoción cerebral menor, Anna no está herida.
En algún momento después de la caída, Anna ya no parece verse afectada por su enfermedad. Cuando Christy y Anna van a una cita con el Dr. Nurko, él le dice a Christy que Anna está milagrosamente curada. Anna luego relata con sus padres la experiencia que tuvo durante el otoño. Ella describe cómo su alma dejó su cuerpo durante la caída, y Dios le prometió que se curaría de su enfermedad a su regreso a la Tierra. En la iglesia, Christy comparte la historia de cómo Dios sanó milagrosamente a su hija con su amor. Cuando Christy termina su discurso, uno de los congresistas protesta, afirmando que no le cree a Christy. Ben, que viajó desde Boston al escuchar la historia de Anna, le cree y le revela que Haley murió en paz porque Anna le dio su fe cuando estaba en el hospital, haciendo que Anna llore por la noticia, ya que Haley era su mejor amiga.

## Reparto
- Jennifer Garner como Christy Beam, madre de Anna.[3]
- Kylie Rogers como Annabel "Anna" Beam.[4]
- Martin Henderson como Kevin Beam, esposo de Christy y padre de Anna.[5]
- John Carroll Lynch como el Pastor Scott.[6]
- Eugenio Derbez como el Dr. Samuel Nurko, un gastroenterólogo pediátrico que es el médico de Anna en el Hospital Infantil de Boston.[7][8]
- Queen Latifah como Angela Bradford, una camarera que se hace amiga de Anna y su familia en el hospital.[9]
- Brighton Sharbino como Abby Beam, una de las hijas de Christy.[10]
- Courtney Fansler como Adelynn Beam, hija de Christy.
- Wayne Peré como Ben, padre de Haley.
- Hannah Alligood como Haley.

## Producción

### Desarrollo
El 10 de noviembre de 2014, The Hollywood Reporter informó que Sony Pictures Entertainment había adquirido los derechos de la adaptación cinematográfica del libro sobre la fe  Miracles From Heaven: A Little Girl, Her Journey to Heaven, and  Her Amazing Story of Healing, escrito por Christy Beam, y que había contratado a Randy Brown para escribir el guion. Los miembros de equipo de realizadores de la película cristiana Heaven Is for Real, T. D. Jakes y Joe Roth, fueron elegidos para producir la película junto con DeVon Franklin.
El 8 de abril de 2015, el estudio contrató a Patricia Riggen para dirigir la película. El 30 de abril de 2015, Jennifer Garner fue elegida para protagonizar la película como Christy Beam. El 22 de junio de 2015, The Hollywood Reporter informó que Queen Latifah fue incluida al casting como una camarera que se hace amiga de Anna y Beam en el Hospital Infantil de Boston. El mismo día, Variety confirmó la participación de Martin Henderson en la película para interpretar al padre de la niña y marido de Beam.
El 29 de junio de 2015, Kylie Rogers fue elegida para interpretar a Anna, la hija enferma de Beam. El 17 de julio de 2015, Eugenio Derbez fue elegido para interpretar a un personaje inspirado en un especialista del Hospital Infantil, el Dr. Samuel Nurko, un gastroenterólogo pediátrico mexicano que reside en Estados Unidos, quien facilita el tratamiento de sus pacientes jóvenes jugando juegos con ellos. John Carroll Lynch también fue incluido en la película para interpretar un papel no especificado.

### Rodaje
La fotografía principal de la película comenzó en Atlanta, Georgia, en julio de 2015, cuando Garner fue vista filmando el 8 de julio. El rodaje fue posteriormente confirmado por diversas fuentes, junto con los anuncios de que David R. Sandefur y Emma E. Hickox habían sido designados como diseñador de producción y montador, respectivamente. El 2 de agosto de 2015, Latifah y Garner fueron vistos en el set de filmación de la película en Atlanta.

## Banda sonora
La banda sonora de "Milagros del cielo" incluye canciones de Howie Day, George Harrison, Clayton Anderson, Third Day y más. La banda de rock cristiano del sur Third Day hizo un cameo como la banda de culto de la iglesia.

| Banda Sonora de Milagros del Cielo |                        |                  |          |  |
| N.º                                | Título                 | Música           | Duración |  |
| 1.                                 | «Soul On Fire»         | Third Day        |          |  |
| 2.                                 | «Right Where I Belong» | Clayton Anderson |          |  |
| 3.                                 | «Collide»              | Howie Day        |          |  |
| 4.                                 | «Your Words»           | Third Day        |          |  |
| 5.                                 | «Here Comes The Sun»   | George Harrison  |          |  |

## Estreno
El 11 de mayo de 2015, la película fue programada para ser estrenada el 18 de marzo de 2016 por Columbia Pictures.

## Recepción
La película recibió críticas mixtas por parte de la crítica profesional pero positivas por parte de la audiencia. En Rotten Tomatoes tiene un 45% de críticas positivas basado en 35 votaciones, pero la audiencia le dio un 81% de críticas positivas. En Metacritic tiene un 44% de comentarios positivos. En IMDb tiene una calificación de 7,1.